# 日泽
日泽（法語：Gizeux，法語發音：[ʒizø] ⓘ）是法国安德尔-卢瓦尔省的一个市镇，位于该省西北部，属于图尔区。

## 地理
日泽（47°23'33"N, 0°11'43"E）面积21.06 平方千米，位于法国中央-卢瓦尔河谷大区安德尔-卢瓦尔省，该省份为法国中西部省份，北起萨尔特省、东北接卢瓦-谢尔省，东南接安德尔省，南至维埃纳省，西临曼恩-卢瓦尔省。
与日泽接壤的市镇（或旧市镇、城区）包括：库尔莱翁、布尔格伊、孔坦瓦尔、里耶、努瓦扬维拉日。

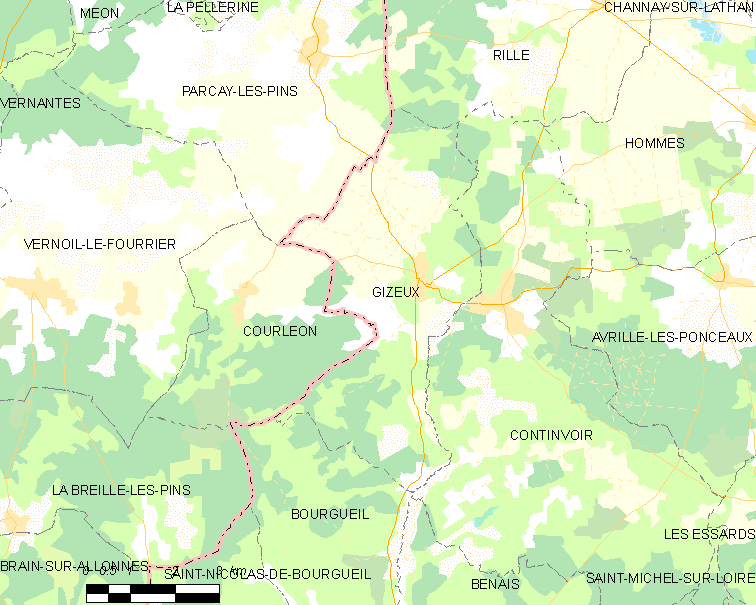
日泽的OSM定位图

日泽的时区为UTC+01:00、UTC+02:00（夏令时）。

## 行政
日泽的邮政编码为37340，INSEE市镇编码为37112。

## 政治
日泽所属的省级选区为朗热县。

## 人口

1962-2008年间日泽人口变化图示

日泽于2022年1月1日时的人口数量为377人。